# Percina jenkinsi
The conasauga logperch (Percina jenkinsi) là một loài cá thuộc họ Percidae. Nó là loài đặc hữu của Hoa Kỳ.